# Soquete sWRX8
Socket sWRX8, também conhecido como Socket SP3r4, é um socket de CPU LGA (land grid array) projetado pela AMD com suporte para seus processadores de estação de trabalho das séries Ryzen Threadripper Pro 3000 e 5000, que são baseados em Zen 2 e Zen 3, respectivamente. Foi inicialmente lançado em julho de 2020 apenas para OEMs, com disponibilidade no varejo chegando no final de março de 2021.
O soquete sWRX8 não sucede nenhum soquete anterior; em vez disso, ele fica ao lado do socket sTRX4 como um soquete para estações de trabalho profissionais, enquanto o sTRX4 é para computadores desktop de última geração (HEDT). sWRX8 tem suporte para memória DDR4 de canal octa e 128 pistas PCIe 4.0 da CPU, enquanto sTRX4 suporta apenas DDR4 de quatro canais e 64 pistas PCIe 4.0. Além disso, ao contrário do sTRX4, ele suporta os tipos de memória RDIMM, LRDIMM e 3DS RDIMM, permitindo a instalação de até 2 TB de RAM (em comparação com o máximo de 256 GB do sTRX4).
É fisicamente idêntico, mas eletricamente incompatível com o sTRX4 e o socket de servidor SP3 da AMD.
Embora o Socket SP3 não exija um chipset, em vez de utilizar um design de sistema em um chip, o Socket sWRX8 requer um chipset para fornecer conectividade e funcionalidade aprimoradas. Para o Socket sWRX8, foi desenvolvido o chipset WRX80, que junto com a CPU, fornece um total de 152 pistas PCIe 4.0. Além disso, como o chipset TRX40, ele não possui uma áudio de alta definição integrada; em vez disso, os fabricantes de placas-mãe estão incluindo um controlador de áudio separado integrado para fornecer funcionalidade de áudio.